# Natalie Don't
Natalie Don't è un singolo della cantante britannica Raye, pubblicato il 10 luglio 2020 come terzo estratto dal primo mini-LP Euphoric Sad Songs.

## Video musicale
Il video musicale è stato reso disponibile in concomitanza con l'uscita del singolo.

## Tracce
Testi e musiche di Rachel Keen, John Blanda e John Hill.
Download digitale
1. Natalie Don't – 3:14

Download digitale – Punctual Remix
1. Natalie Don't (Punctual Remix) – 4:16

Download digitale – Acoustic
1. Natalie Don't (Acoustic) – 3:22

Download digitale – PS1 Remix
1. Natalie Don't (PS1 Remix) – 3:16

## Formazione
Musicisti
- Raye – voce
- Blanda – tastiera, sintetizzatore, programmazione
- John Hill – basso, batteria, programmazione
- The Wildcardz – arrangiamento, arrangiamento delle corde

Produzione
- Blanda – produzione
- John Hill – produzione
- Rob Cohen – produzione vocale, missaggio, registrazione
- Stuart Hawkes – mastering

## Classifiche

### Classifiche settimanali
| Classifica (2020-25) | Posizione massima |
| -------------------- | ----------------- |
| Bielorussia          | 93                |
| Kazakistan           | 100               |
| Romania              | 16                |
| Russia               | 1                 |
| Ucraina              | 5                 |

### Classifiche di fine anno
| Classifica (2020) | Posizione |
| ----------------- | --------- |
| Russia            | 36        |
| Classifica (2021) | Posizione |
| Russia            | 188       |
| Ucraina           | 21        |
| Classifica (2022) | Posizione |
| Ucraina           | 45        |
| Classifica (2023) | Posizione |
| Ucraina           | 183       |

### Classifiche di fine decennio
| Classifica (2020-29) | Posizione |
| -------------------- | --------- |
| Ucraina              | 43        |